# Antonín Gavlas
Antonín Gavlas (Cheb, 4 juni 1985) is een Tsjechisch voormalig professioneel tafeltennisser.

## Belangrijkste resultaten
- Goud in de gemengd dubbel op de Europese kampioenschappen 2013 met Renáta Štrbíková.
- Brons met het team op de Europese kampioenschappen 2010.